# Vinkem
Vinkem is een landbouw- en woondorp in de Westhoek (West-Vlaanderen) op de grens van de IJzerpolders en slechts enkele kilometers van Frans-Vlaanderen. Vinkem is een deelgemeente van Veurne. Vinkem heeft een oppervlakte van 5,27 km2 en telt 329 inwoners (juni 2011).

## Geschiedenis
Vinkem werd voor het eerst genoemd in 1128 als Veinghem (Woning van de lieden van Fago). Het welvarende landbouwdorp raakte gedeeltelijk ontvolkt in 1584, ten gevolge van oorlogen. Pas in 1610 kwam er weer vrede.
Het dorp was grotendeels een leengoed van de Burcht van Veurne. De huidige Hoeve Torreelen was ooit de zetel van dit leengoed.
Op de Ferrariskaarten uit de jaren 1770 is Vinkem te zien als Vinchem. In het centrum was de kerk met kerkhof, waren er tien huisjes en vijf hoven die omringd waren door een slotgracht. Buiten het centrum waren er zo'n 35 boerderijen, die vaak ook aparte schuurgebouwen hadden. Twintig van deze hoven waren gedeeltelijk of volledig omringd door een slotgracht. Zowel in het centrum als erbuiten waren er ook vele boomgaarden.
Vinkem was een zelfstandige gemeente tot 1971, toen het samen met tweelinggemeente Wulveringem werd opgenomen in een nieuwe gemeente Beauvoorde, genoemd naar het gelijknamige waterkasteel. In 1977 werd Vinkem bij Veurne gevoegd.

## Bezienswaardigheden
- In Vinkem vindt men nog enkele oude hoeven, zoals het Blauwhuis en de Hoeve Torreelen. De Torreelhoeve heeft in de Tweede Wereldoorlog gediend als hospitaal voor de Engelse soldaten.
- Vlak bij deze hoeve treft men een heldenhuldekruis aan voor IJzersoldaat en kunstschilder Joe English die hier in 1918 stierf. Zijn graf bevindt zich echter in de crypte van de IJzertoren in Diksmuide (Kaaskerke).
- De kerk en voormalige parochie zijn genoemd naar Sint-Audomarus. De parochie werd in 1968 opgeheven en bij die van Wulveringem gevoegd. De Sint-Audomaruskerk in laatgotische stijl wordt gebruikt als tentoonstellingsruimte.

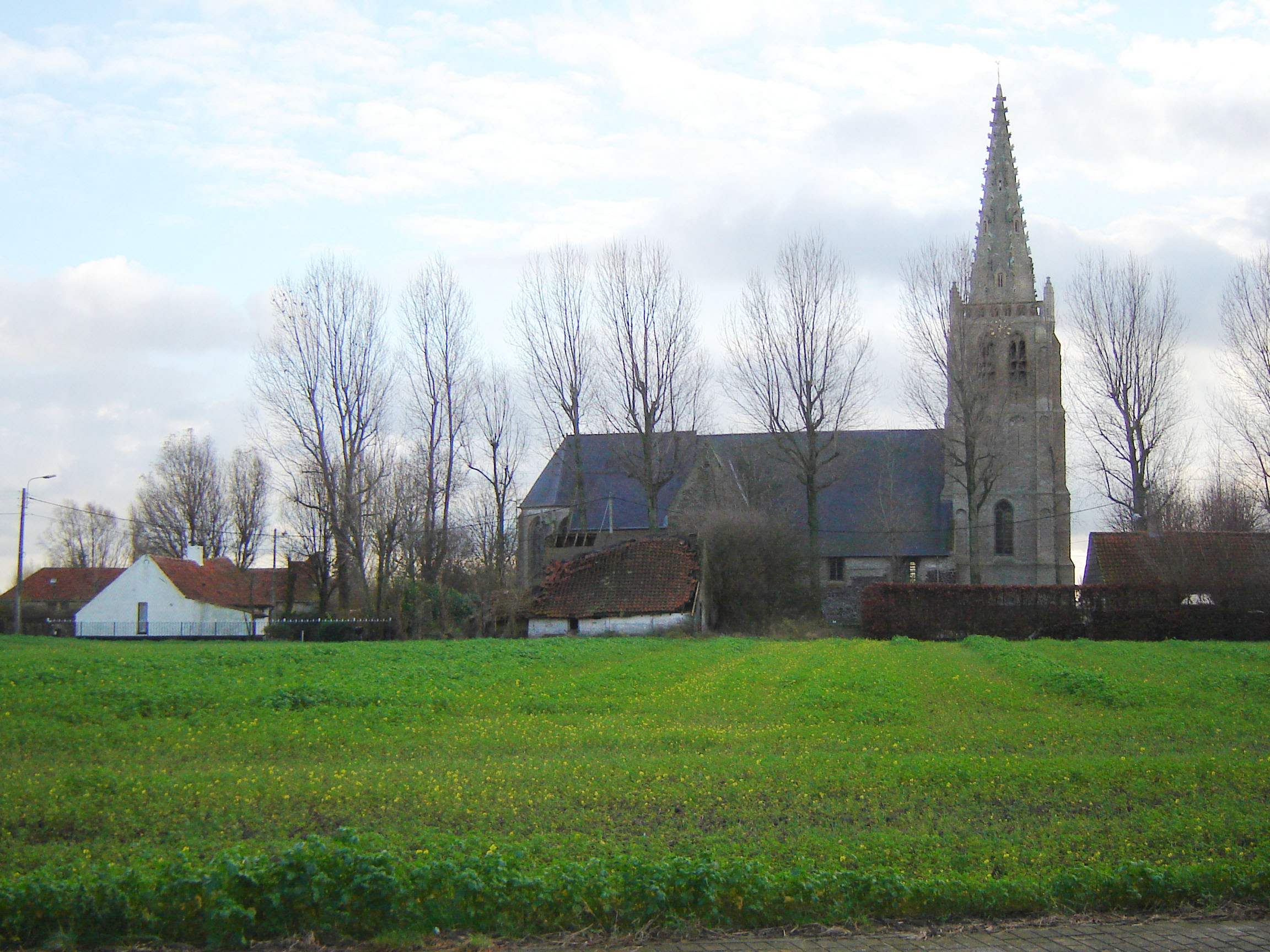
Sint-Audomaruskerk

## Natuur en landschap
Vinkem ligt in Zandlemig Vlaanderen op een hoogte van ongeveer 5 meter. Ten noorden van de plaats vindt men het West-Vlaams poldergebied. In het zuidoosten loopt de Vinkembeek en in het noorden de Krommegracht.

## Demografische ontwikkeling
Bronnen: NIS en Stad Veurne. Opm:1806 t/m 1970=volkstellingen; 2008=inwoneraantal op 14 februari; 2011=inwoneraantal op 14 juni 2011

## Nabijgelegen kernen
Wulveringem, Bulskamp, Oeren, Alveringem
Deelgemeenten: Avekapelle · Booitshoeke · Bulskamp · De Moeren · Eggewaartskapelle · Houtem · Steenkerke · Veurne · Vinkem · Wulveringem · Zoutenaaie

Belgische gemeenten · Arrondissement Veurne · West-Vlaanderen · Vlaanderen